# Juicios por delitos en la guerra de las Malvinas
Los juicios por delitos en la guerra de las Malvinas son procesos judiciales cursados tanto en Argentina como en Reino Unido después del conflicto del Atlántico Sur. Fueron una serie de juicios militares llevados a cabo en Argentina en 2009 para determinar la validez de reclamos efectuados contra oficiales y suboficiales por conspiración, tortura y maltrato a los soldados conscriptos durante la guerra de las Malvinas en 1982.
El primer acontecimiento implicó acusaciones relacionadas con agentes del ejército argentino y suboficiales que fueron acusados por castigos a sus tropas después de la batalla de Pradera del Ganso. «Nuestros oficiales eran nuestros peores enemigos», dice Ernesto Alonso, el presidente del CECIM (Centro de Excombatientes de Islas Malvinas), fundado por Rodolfo Carrizo y otro conscripto del Regimiento de Infantería Mecanizado 7, en La Plata.

Se servían whisky de los pubs, pero no estaban preparados para la guerra. Desaparecieron cuando las cosas se pusieron serias. Muchos de los oficiales habían trabajado previamente como torturadores para la dictadura argentina. Nos usaron a nosotros, los reclutas, para sus fantasías sádicas.
Ernesto Alonso

Diversos crímenes de guerra y violaciones de derechos humanos han sido acreditados contra tropas argentinas, cometidos por tropas británicas o superiores militares argentinos.
El veterano José M. Araníbar, que apoyó la investigación que llegó a la Justicia, comentó al noticiero El Mundo que «esta megacausa contiene todos los delitos: vejámenes, torturas, servidumbre, heridas graves, abandono de persona e incluso dos muertes; la de un soldado (Rito Portillo) que al parecer fue fusilado por un cabo y otro (Remigio Fernández) que murió de hambre al ser abandonado».
En 2007 Nilda Garré, ministra de Defensa Argentina, reconoció que las normas militares vigentes durante la guerra de las Malvinas, que en otros ejércitos eran conocidas como castigo de campo, permitía el estaqueo de soldados en caso de la inexistencia de cárceles.
En 2012, el gobernador militar de las Malvinas, el general de brigada en retiro Mario Benjamín Menéndez, defendió el uso de estaqueos diciendo que eran parte de las acciones disciplinarias del ejército: Hay que estar muy seguro de lo que fue (porque), por ejemplo, existe un castigo en el Código de Justicia Militar que se llama 'calabozo de campaña' y la sensación que yo tengo, por lo que he escuchado, es que lo que se aplicó en algunos casos fue (este procedimiento)". 

## Investigaciones y causas en Argentina
Al menos cuatro soldados argentinos fueron fusilados en la Batalla de Monte Longdon, realizada entre el 11 y 12 de junio de 1982, aseguró el excabo del Ejército Británico Vincent Bramley en su libro Excursion To Hell (Bloomsbury, 1991). En 1993, el presidente Carlos Saúl Menem ordenó al ministro de Defensa investigar las denuncias sobre fusilamientos de soldados argentinos en las Malvinas. Se formó la Comisión Investigadora de Crímenes de Guerra Británicos. Julia Solanas Pacheco, integrante de la comisión que investigó posibles asesinatos de soldados argentinos, declaró que se cometieron “graves violaciones”, por parte de las tropas británicas; entre ellas “el asesinato de soldados heridos”. En esta carga final se registraron, según la denuncia efectuada por los veteranos de guerra argentinos, confirmada en 1994 por la Comisión Investigadora de Crímenes de Guerra Británicos, siete casos de fusilamientos de prisioneros y soldados argentinos heridos en Monte Longdon. Según el cabo Gustavo Pedemonte de la Compañía B del Regimiento 7, «Era una noche muy clara estrellada e iluminada por las bengalas inglesas por lo que pude ver perfectamente cuando varios ingleses fusilaban a un soldado que había caído herido. Mi visión era perfecta»
El soldado Néstor Flores afirma ver cómo paracaidistas británicos remataban a dos soldados conscriptos heridos (Ramón Quintana y Donato Gramisci) en la acción de monte Longdon.
La Comisión Investigadora de Crímenes de Guerra Británicos cita diez casos, pero es factible que hayan sido más, según aseguró Víctor P. Catá, vicepresidente en 1996 de la Casa del Veterano de Guerra.
En 2007 el Centro de Excombatientes de Malvinas (CECIM) presentó una denuncia ante el Juzgado Federal de Río Grande (Tierra del Fuego), con más de 120 casos de torturas, estaqueamientos, violaciones y otros tratos inhumanos, contra conscriptos. La denuncia incluyó el homicidio del soldado Remigio Fernández por inanición. La denuncia fue sostenida por el fiscal Marcelo Rapoport, con asistencia de la Procuradoría de Crímenes contra la Humanidad del Ministerio Público Fiscal.
Uno de los soldados del Regimiento 12, Oscár Núñez, dijo:

Nuestra compañía de combate estaba en la primera línea, y había dificultades para que nos llegara la comida. Un compañero nuestro, Segundino Riquelme, murió por desnutrición. Producto de esa muerte nosotros decidimos buscar algo para comer; había una oveja ahí cerca, habrá sido a 40 o 50 metros, y con otros dos soldados, decidimos matarla. En el momento en que estábamos carneando la oveja apareció Malacalza, que era el jefe de nuestra sección. Primero nos insultó, después nos hizo hacer saltos de rana. Nos sacó la oveja y nos dijo que nos iba a estaquear, lo que efectivamente hizo.
Oscár Núñez

En una entrevista con el diario británico The Times, Núñez dice que Malacalza estuvo acompañado por algunos conscriptos que con mucho gusto repartieron la paliza que ambos recibieron que incluyó varias patadas antes que fueran estaqueados.
Todas las fuentes militares coinciden que los soldados Roque Evaristo Sánchez y Avelino Néstor Oscar Pegoraro murieron combatiendo heroicamente (condecorados con "La Nación Argentina al Valor en Combate") en la Batalla de Pradera del Ganso, mientras que pudieron haber muerto por expresas órdenes de sus jefes, según unas u otras fuentes. Así lo asegura el exsubsecretario de Derechos Humanos de Corrientes, Dr. Pablo A. Vassel, en su libro "Memoria, Verdad, Justicia y Soberanía. Corrientes en Malvinas".
También existe polémica por la muerte del conscripto Rito Portillo, caído por fuego amigo según la versión militar, mientras que otros tienden a considerar que se lo fusiló por orden de un suboficial. De acuerdo al mayor médico Andino Luis Francisco Quinci:

Recuerdo el nombre de un soldado que murió, al que yo mismo enterré. Se llamaba Rito Portillo, un morochito de Marina. Vino muy mal herido, tenía una profunda herida en el abdomen con exposición de vísceras. Lo atendimos pero... Llegué a conversar bastante con él. Lo único que me decía es que eso le dolía mucho. No lloraba, no gritaba, no se quejaba en forma desmesurada. Se murió mansamente, mansamente... No dijo ninguna frase heroica ni nada. Solo se murió mansamente, diciendo que a él le dolía. No fue ningún sargento Cabral ni nada por el estilo. Se murió, pero lo hizo sin gritos, hasta sin demagogia. Humildemente, como debe haber sido su vida... Asi quisiera morirme yo, de la misma manera.

En febrero de 2015, uno de los imputados, el suboficial Jorge Eduardo Taranto, logró que en su caso la Corte Suprema, en un fallo polémico, cerrara la investigación judicial, al rechazar el recurso extraordinario que cuestionaba un fallo de la Cámara declarando la prescripción, argumentando que no se trataban de delitos de lesa humanidad, sino de delitos comunes. El fallo de la Corte provocó que la presidente Cristina Fernández de Kirchner dictara el Decreto 503/15, desclasificando documentos militares en los que había constancias de los crímenes denunciados y de los actos de la dictadura con el fin de ocultarlos. Los excombatientes apelaron el fallo de la Corte a la Comisión Interamericana de Derechos Humanos y solicitaron continuar las investigaciones respecto a los demás militares denunciados; el caso tramita como Petición P-460-15.
En 2018 el fiscal solicitó la declaración indagatoria y la detención de 26 militares por considerar que existía semiplena prueba de que habían cometido al menos 22 torturas y un homicidio:
1. Omar Edgardo Parada
2. Emilio Terán
3. Miguel Ángel Garde
4. Jorge Aníbal Santiago Cadelago
5. Jorge Luis López
6. Gustavo Calderini
7. Horacio Vlcek
8. Jorge Reynaldo Lugo Oliver
9. Raúl Masiriz
10. Eduardo Luis Gassino
11. Jorge Guillermo Díaz
12. Belisario Gustavo Afanchino Rumi
13. Oscar Albarracín
14. Ramón Desiderio Leiva
15. Francisco Gabriel Rivero
16. Jorge Oscar Ferrante
17. Jorge Eduardo Taranto
18. Luis Alfredo Manzur
19. Raúl Antonio Linares
20. Pablo Emilio Hernández
21. Sergio Alberto Guevara
22. Emilio José Samyn Duco
23. Jorge Arnaldo Romano
24. Ramón Eduardo Caro
25. Oscar Luis Contreras
26. Claudio Tamareu[18]

En diciembre de 2018, el juez a cargo de la causa en ese momento, hizo lugar al pedido de indagatoria de los siguientes militares:
1. Miguel Ángel Garde
2. Belisario Gustavo Affranchino Rumi
3. Eduardo Luis Gassino
4. Jorge Oscar Ferrante
5. Emilio José Samyn Duco
6. Jorge Guillermo Díaz
7. Luis Alfredo Manzur
8. Raúl Antonio Linares
9. Pablo Emilio Hernández
10. Claudio Tamareu
11. Jorge Arnaldo Romano
12. Ramón Eduardo Caro
13. Sergio Alberto Guevara
14. Oscar Luis Contreras
15. Francisco Gabriel Rivero
16. Oscar Albarracín
17. Ramón Desiderio Leiva
18. Gustavo Adolfo Calderini.[24]

Tanto las víctimas como los militares acusados pertenecían al Regimiento de Infantería 5 de Paso de los Libres, provincia de Corrientes, perteneciente a la III Brigada de Infantería, al mando del general Omar Edgardo Parada. Un año después, el juez no había citado a declarar a ningún imputado. Las Abuelas de Plaza de Mayo, en un informe a la Comisión Interamericana de Derechos Humanos realizado en septiembre de 2019, denunció las "demoras sistemáticas".
Sobre el presunto homicidio de Remigio Fernández en Puerto Howard, el teniente Dardo Raúl López del Regimiento 5 ha explicado lo que pasó con el conscripto:

Recuerdo a ese soldado que al no poder ser evacuado para su mejor atención, debió permanecer internado en el hospital de Puerto Yapeyú, que antes nuestra llegada a ese lugar de las islas era el club de los kelpers. Al verlo acostado en una cama en el hospital tuve la misma sensación que cuando cierta vez por televisión observe un documental sobre niños de Biafra desnutridos, con el abdomen hinchado y con los huesos prácticamente expuestos, con una muy delgada capa de piel cubriéndolos. En el caso de mi soldado, la gran carga emocional que seguramente sufrió por todas las tensiones e incertidumbres, le produjo esa fatiga de combate que en definitiva y de manera inconsciente lo indujo a no querer vivir más. Tal era su estado que su cuerpo no asimilaba ni el suero con el que pretendían  alimentarlo.

En 2013 se inició, también ante el Juzgado Federal de Río Grande, la investigación de las denuncias contra militares británicos, por violaciones de derechos humanos durante la guerra, en perjuicio de tropas argentinas. Los ingleses denunciados son Gary Louis Sturge, John Pettinger, Stewart MacLauglin y Kevin Connery.
También en contravención de la Convención de Ginebra, los vengativos paracaidistas británicos negaron a los muertos argentinos un entierro apropiado, a pesar de que todos los oficiales y suboficiales tenían chapas de identificación metálicas y todos los conscriptos tenían tarjetas plásticas de identificación (Documento Nacional de Identidad o DNI), fotos de familiares, sus nombres en su equipo militar y cartas en sus bolsillos (envueltos en plástico) para ayudar a identificarlos. El coronel británico Geoffrey Cardozo, que pudo identificar y dar a los caídos de los Regimientos 7, 12 y 25 (que enfrentaron a los paracaidistas) una sepultura con honores militares 35 años después, ha admitido que las pertenencias de los conscriptos y muy a menudo las chapas metálicas de sus superiores ayudaron a identificar a la mayoría de los 121 soldados, suboficiales y oficiales argentinos que eran «Soldado Argentino Solo Conocido por Dios».
Hay denuncias de que se utilizaron testimonios falsos como prueba para acusar a los oficiales y suboficiales del ejército de abandono de los soldados conscriptos y Vassel tuvo que renunciar su cargo como subsecretario de derechos humanos de Corrientes en 2010.
En 2022, la Cámara de Casación anuló el procesamiento de Eduardo Gassino, Miguel Ángel Garde y Gustavo Calderini.

## Investigaciones y causas en el Reino Unido
Desde comienzos de la década de 1990 se realizaron denuncias e investigaciones oficiales sobre eventuales delitos aberrantes cometidos por las tropas británicas contra las argentinas.
En 1991 se publicó en el Reino Unido el libro Excursion to Hell (traducido al español como Los dos lados del infierno o Excursión al Infierno), escrito por Vincent Bramley, quien combatiera como suboficial (lance corporal) en el Regimiento de Paracaidistas conocidos como los “paras”. Bramley confiesa haber tomado parte de la ejecución ilegal de tres estadounidenses que combatían en el bando argentino, ordenada para que no tomara estado público la participación de estadounidenses a favor de la causa argentina.
En el borrador del libro, Bramley incluyó un relato sobre el asesinato de varios prisioneros argentinos luego de la batalla del monte Longdon, que quitó de la versión a publicar. El párrafo, publicado en una versión periodística, decía:

De repente escuchamos gritos, un agudo "Mamá, mamá". Se escuchó un disparo sordo y vimos a un argentino caer al precipicio. Un grupo de nuestros muchachos había reunido a algunos prisioneros argies en un acantilado donde habíamos cavado un foso para sus muertos. Ahora, con la batalla terminada, disparaban a los prisioneros y los derribaban para enterrarlos. Fue un ultraje y los oficiales de mayor rango intervinieron inmediatamente antes de que las ejecuciones pudieran salirse de control. Pero en el caldero de emociones después de la batalla, decidieron no tomar más medidas. Los tribunales marciales eran lo último que necesitábamos. Hubo más gritos y (un oficial) se levantó de un salto y vio morir al siguiente soldado con una bala en la cabeza. Un par de chicos corrieron hacia la zona. Debajo de la línea del acantilado, un grupo de nuestros muchachos enterraba a los argies "muertos en batalla" que habían sido elegidos para este propósito.

Ante las serias evidencias existentes sobre el asesinato de prisioneros, en 1992 el procurador general del Reino Unido, Nicholas Lyell, abrió una investigación oficial sobre los crímenes denunciados. La investigación se extendió durante 18 meses y en su curso se identificaron otros casos:
- la muerte del soldado conscripto Rodolfo González Arzac, causada por un disparo del paracaidista Gary Louis Sturge, cuando el soldado argentino estaba detenido y herido;
- la grave lesión en la cabeza del cabo José Carrizo, causada por dos tiros disparados por el sargento John Pettinger, cuando había sido tomado prisionero;
- la mutilación de orejas de soldados argentinos muertos, realizadas por el cabo Stewart McLaughlin;
- la mutilación del soldado Raúl Vallejo y la muerte de varios soldados argentinos al estallar las municiones que esos soldados eran obligados a transportar luego de ser tomados prisioneros.

Una vez concluidas las investigaciones, en 1994, la directora de Enjuiciamientos Públicos, Barbara Mills, bajo fuerte presión de las Fuerzas Armadas y otros estamentos del Estado, dispuso no imputar ningún crimen a ninguno de los militares británicos investigados, alegando que no había suficiente evidencia y que quienes habían luchado por el reino merecían el beneficio de la duda.
Con respecto a la mutilación del soldado Raúl Vallejo y la muerte de sus compañeros del Regimiento 12 mientras eran obligados a transportar explosivos cuando estaban prisioneros, en 2016 el gobierno del presidente Mauricio Macri bloqueó la posibilidad de que las víctimas y familiares demandasen a Gran Bretaña, al negarse a emitir una declaración de certeza, paso procesal previo indispensable para empezar el juicio.
Los paracaidistas británicos también hicieron un uso extensivo de granadas de fósforo blanco en los combates terrestres (prohibidos por la Convención de Ginebra) resultando en las muertes de los conscriptos Marcelo Daniel Massad y Ricardo Horacio Herrera mientras operaban un radar de vigilancia terrestre Rasit en monte Longdon) para eliminar posiciones defensivas argentinas, ya que el suelo turbio en el que se construyeron tendía a disminuir el impacto de las granadas de fragmentación.
El diario británico «The Independent» también señaló como responsable de crímenes de guerra contra argentinos en la Batalla de Pradera del Ganso a un piloto de helicóptero británico, quien rehusó evacuar a un malherido conscripto, Horacio Giraudo, del Regimiento 25, quien poco tiempo después falleció por falta de atención médica. Según Guillermo Nelson Huircapan:

Murieron varios soldados sin atención médica. En el amanecer del 29 pudieron los ingleses traer sus helicópteros, donde los prisioneros y heridos fuimos trasladados al hospital de Bahía Ajax. Yo tenía la oreja y el cuero cabelludo lastimados por el estallido de esquirlas, pero no era nada comparado a otros heridos que la estaban pasando mal. Nos llevaron a Puerto San Carlos y al otro día nos embarcaron en el buque Saint Edmund.
Guillermo Nelson Huircapan

El oficial médico del 2 PARA, capitán Steve Hughes confirmaría que todos los pilotos de helicópteros británicos se negaron a evacuar a heridos argentinos durante el 28 de mayo tras la muerte del teniente Richard Nunn cuando su helicóptero sanitario Scout fue derribado por un Pucará.
Otro caso que salió a la luz en 1993, fue el del paracaidista David Parr fallecido por fuego amigo en la Batalla de Wireless Ridge (Cresta del Telégrafo) en la noche del 13 al 14 de junio de 1982. Aunque demostró coraje en la Batalla de Pradera del Ganso este soldado británico fue privado de reconocimiento militar por sus colegas debido a la grosera colección de orejas que había arrancado a los muertos del Regimiento 12.
El teniente Robert Lawrence del 2.º Batallón de Guardias Escoceses dice haber matado a sangre fría en Monte Tumbledown a un argentino herido a bayonetazos. El incidente sería confirmado en la película para la televisión británica Tumbledown (1988) protagonizada por el actor Colin Firth. Según el mayor Bob Leitch, fueron en realidad dos los soldados conscriptos bayoneteados sin pieded en el asalto final de Lawrence:

Bajo este alero bajo, una Argie muerto con un abrigo gris estaba atascado horizontalmente en una profunda grieta en las rocas. Le habían disparado por la espalda, o tal vez lo habían clavado con una bayoneta y luego le dispararon para liberar la bayoneta. Dos de los prisioneros argentinos consiguieron cuerdas y lo sacaron amarrando la cabeza y el tobillo. Entonces apareció otro tipo debajo, que había recibido un disparo. Parece que el primer hombre después de que le dispararon a su compañero, lo había empujado a la hendidura de la roca. Luego, cuando las guardias escoceses aparecieron corriendo por sus posiciones, él se tumbó por encima para protegerlo, y alguien lo mató, dejando que el primer hombre muriera más tarde … Pensé cómo podrían hacer esto, bastardos: matar a un tipo indefenso mientras protege a su compañero.

Otro paracaidista nombrado por los historiadores Adrian Weale y Christian Jennings en su libro Green-Eyed Boys (HarperCollins, 1996) es Kevin Connery quien, según él ejecutó a tres conscriptos heridos que agonizaban a sus pies como un acto de misericordia hacia el final de la Batalla de Monte Longdon.
En 2012, el paracaidista Tony Banks confirmó el fusilamiento de un conscripto capturado durante la batalla de Wireless Ridge.

## Investigaciones y causas en la OEA
En 2015 la Corte Suprema de Argentina cerró la investigación judicial sobre delitos aberrantes cometidos durante la Guerra de Malvinas por el suboficial Jorge Eduardo Taranto, al rechazar el recurso extraordinario que cuestionaba un fallo de la Cámara declarando la prescripción, argumentando que no se trataban de delitos de lesa humanidad, sino de delitos comunes.
El Centro de Excombatientes de Malvinas (CECIM) apeló el fallo de la Corte Suprema a la Comisión Interamericana de Derechos Humanos y solicitaron continuar las investigaciones con respecto a los demás militares denunciados. El caso fue identificado  como Petición P-460-15.
El Estado argentino contestó la petición solicitando abrir el mecanismo de soluciones amistosas (artículo 48.1.f de la Convención Americana sobre Derechos Humanos y artículo 40 del Reglamento de la CIDH), para alcanzar un acuerdo con el CECIM. El 8 de mayo de 2018 se iniciaron las reuniones entre el CECIM y el Estado argentino para alcanzar una solución amistosa, sin que las gestiones hubieran finalizado hacia septiembre de 2019.

## Otras denuncias
Soldados argentinos denunciaron torturas, vejámenes, coacciones, amenazas, lesiones graves o leves, abuso de autoridad y antisemitismo por parte de sus oficiales. Las torturas eran de carácter punitivo.
Los excombatientes argentinos denunciaron el asesinato de cinco soldados en retirada por parte de británicos después de la rendición.
En 2009, el infante de marina Silvano Décima de la Compañía de Ametralladoras Browning desplegado en defensa de Puerto Argentino, afirma que, como prisionero de guerra, los paracaidistas británicos violaron a un conscripto de su unidad e intentaron hacer lo mismo con él. Cuando Décima se negó, un suboficial británico le golpeó el costado de la cara con la culata de su fusil, lo dejó dado por muerto.
En 2020, Nick Van Der Bijl (oficial de inteligencia de la Brigada de Comandos 3) reveló en su libro My Friends: The Enemy (Mis Amigos: El Enemigo, Amberley Publishing) que soldados paracaidistas británicos borrachos e miembros de la Falkland Islands Defence Force (FIDF, organización de isleños con entrenbamiento militar) habían levantado el freno y enviado a un vehículo blindado Panhard estacionado en Philomel Hill a toda velocidad hacia una columna de prisioneros del Regimiento 7 en espera de repatriación, en un claro intento de matar o herirlos gravemente.